# No More Shall We Part
No More Shall We Part — одинадцятий студійний альбом гурту Nick Cave and the Bad Seeds, представлений 2 квітня 2001 року у Великій Британії (та 10 квітня в США). Виходу платівки передувала чотирирічна перерва у записах, яку взяли музиканти після альбому The Boatman's Call і наступного альбому «Best Of».
Нік Кейв зміг подолати важку залежність від героїну та алкоголю в 1999—2000 роках перед початком роботи над альбомом. У записі також брали участь Kate & Anna McGarrigle, а музичні критики зустріли його вихід позитивними відгуками. На сайті Metacritic, який присвоює нормалізовану оцінку до 100 на основі відгуків від основних критиків, альбому було виставлено загальну рейтингову оцінку 79 на основі 18 оглядів. Один з критиків відзначив його як «цілий альбом глибоко трагічних та прекрасних любовних пісень без іронії, сарказму чи насильницького розв'язання», але також зауважив, що робота є на межі перетворення «на пусту мелодраму».

## Список пісень
Автор музики і слів Нік Кейв (якщо не вказано інше). 
| #   | Назва                             | Автор                   | Тривалість |
| --- | --------------------------------- | ----------------------- | ---------- |
| 1.  | «As I Sat Sadly by Her Side»      |                         | 6:15       |
| 2.  | «And No More Shall We Part»       |                         | 4:00       |
| 3.  | «Hallelujah»                      | Нік Кейв, Воррен Елліс  | 7:48       |
| 4.  | «Love Letter»                     |                         | 4:08       |
| 5.  | «Fifteen Feet of Pure White Snow» |                         | 5:36       |
| 6.  | «God Is in the House»             |                         | 5:44       |
| 7.  | «Oh My Lord»                      |                         | 7:30       |
| 8.  | «Sweetheart Come»                 | Нік Кейв, Баррі Адамсон | 4:58       |
| 9.  | «The Sorrowful Wife»              |                         | 5:18       |
| 10. | «We Came Along This Road»         |                         | 6:08       |
| 11. | «Gates to the Garden»             |                         | 4:09       |
| 12. | «Darker with the Day»             | Нік Кейв, Воррен Елліс  | 6:07       |

## Учасники запису
Nick Cave and the Bad Seeds
- Нік Кейв (Nick Cave) — вокал, фортепіано
- Мік Харві (Mick Harvey) — гітара, аранжування струнних інструментів, ударні у пісні 1
- Блікса Баргельд (Blixa Bargeld) — гітара
- Конвей Севедж (Conway Savage) — орган
- Воррен Елліс (Warren Ellis) — скрипка, аранжування струнних інструментів
- Мартин П. Кейсі (Martyn P. Casey) — бас-гітара
- Томас Відлер (Thomas Wydler) — ударні
- Джим Склавунос (Jim Sclavunos) — ударні у пісні 4, перкусія у пісні 5
- Всі чоловічі вокали виконуються гуртом Nick Cave & The Bad Seeds

Запрошені учасники
- Кейт і Анна МакГаррігл (Kate & Anna McGarrigle) — вокал
- Гевін Райт (Gavyn Wright), Патрік Кіернан (Patrick Kiernan), Джекі Шейв (Jackie Shave), Саймон Фішер (Simon Fischer), Ребека Гірш (Rebecca Hirsch) — скрипки
- Брюс Вайт (Bruce White), Густав Кларксон (Gustav Clarkson) — альтові скрипки
- Френк Шефер (Frank Schaefer), Лайонел Генді (Lionel Handy), Наомі Райт (Naomi Wright) — віолончелі
- Пол Морган (Paul Morgan), Леон Бош (Leon Bosch) — контрабаси

Продакшн
- Продюсер: Nick Cave and the Bad Seeds та Тоні Коен (Tony Cohen)
- Записаний у студіях Abbey Road та Westside Studios у Лондоні
- Технічний асистент: Мірек Стайлс (Mirek Stiles) (Abbey Road) та Марк Бішоп (Mark Bishop) (Westside)
- Зведено: Тоні Коен, Нік Кейв, Блікса Баргельд та Мік Харві в Westside Studios
- Мастеринг: Рей Стафф (Ray Staff) у Whitfield Street (Лондон)

## Сертифікації
| Регіон                                                                                          | Сертифікація | Продажі |
| ----------------------------------------------------------------------------------------------- | ------------ | ------- |
| Італія                                                                                          | —            | 30,000  |
| Норвегія (IFPI Norway)                                                                          | Золотий      | 25 000* |
| Велика Британія (BPI)                                                                           | Срібний      | 60 000^ |
| *продажі, що базуються лише на сертифікаціях ^відвантаження, що базуються лише на сертифікаціях |              |         |